# Amityville - Il risveglio
Amityville - Il risveglio (Amityville: The Awakening) è un film del 2017 scritto e diretto da Franck Khalfoun.
Si tratta del diciottesimo film della saga di Amityville.

## Trama
Per risparmiare soldi per le cure del figlio malato, Joan si trasferisce con i figli Belle, Juliet e James in una nuova casa situata al numero 112 di Ocean Avenue, nella cittadina di Amityville.
Belle inizia ben presto ad essere evitata e derisa dai compagni di scuola: il suo amico Terrence le rivela che la causa del loro comportamento è dovuta al fatto che tutti credono che la casa dove la ragazza vive sia infestata da spiriti maligni i quali avrebbero spinto, diversi anni prima, un ragazzo a sterminare la sua famiglia. Tormentata da incubi e strani fenomeni, tra i quali la miracolosa guarigione del fratello, Belle inizia a sospettare che ci sia qualcosa di vero nelle voci che aleggiano sulla sua dimora.
Belle, Terrence e un'altra loro amica indagano insieme su cosa sta accadendo, e nel farlo esplorano sia il passato del luogo che della famiglia di Belle: si scopre che la ragazza era stata vittima di revenge porn, e suo fratello, per proteggerla, era andato a casa dell'uomo che aveva postato le foto, dove era poi avvenuta una rissa. Il ragazzo era poi, a causa della rissa, caduto dal balcone, finendo così in uno stato di coma. Man mano che le ricerche vanno avanti, Belle scopre una terribile verità: sua madre era perfettamente al corrente delle forze del male che governavano nella loro dimora, e aveva deciso di trasferirsi lì proprio affinché tali forze guarissero il ragazzo.
Ormai il fratello di Belle è posseduto dal male, ha recuperato completamente le forze e ha un solo scopo: uccidere chiunque sia lì presente. Belle e Juliet riescono a sopravvivere alla furia del ragazzo, che era comunque riuscito ad uccidere prima la zia e poi la madre, e la ragazza capisce che la loro unica speranza è quella di portare via il fratello dal luogo in cui il male riesce ad avere un'influenza su di lui: fuori dal cerchio che era intorno alla casa (nel giardino), infatti, il corpo del ragazzo perde nuovamente il suo tono muscolare e lui muore, mettendo tragicamente fine all'incubo di Belle e Juliet.

## Produzione
L'idea originale di questo film era un film completamente diverso intitolato  Amityville: The Lost Tapes. La Dimension Films e la Miramax avrebbero dovuto produrlo insieme, mentre Casey La Scala e Daniel Farrands avrebbero dovuto sceneggiarlo; la trama doveva ruotare intorno ad una ambiziosa conduttrice televisiva che, con una squadra di giornalisti, sacerdoti e ricercatori del paranormale, avrebbe compiuto un'indagine sui fatti bizzarri conosciuti come l'Orrore di Amityville.
Franck Khalfoun venne chiamato a dirigere il film e le riprese iniziarono nell'estate e sarebbero dovute essere terminate entro il 27 gennaio 2012. In un comunicato stampa, Bob Weinstein dichiarò “Siamo entusiasti di tornare alla mitologia di Amityville Horror con una nuova e terrificante visione che soddisferà i nostri appassionati e introdurrà anche un pubblico completamente nuovo a questo fenomeno popolare.” Tuttavia dopo alcuni ritardi il progetto del film venne annullato e Casey La Scala e Daniel Farrands furono costretti a riscrivere una nuova sceneggiatura per un film differente. Nel marzo 2014 il film riscritto venne reintitolato Amityville.
Sempre nel marzo 2014, Jennifer Jason Leigh e Bella Thorne entrarono a far parte del cast. In aprile Thomas Mann, Taylor Spreitler e Cameron Monaghan entrarono a far parte del cast.
Nel febbraio 2016 Bella Thorne è stata notata girare nuove riprese del film.

## Marketing
Il 22 agosto del 2014 venne diffuso un trailer del film con il nuovo ed ufficiale titolo Amityville: The Awakening. Il 16 febbraio 2016 vennero diffusi un nuovo trailer e un poster del film.
Il 7 marzo 2016 uno spot televisivo pubblicitario del film è andato in onda durante la quarta stagione di Bates Motel prima che il giorno seguente fosse annunciato che il film sarebbe uscito nei cinema il 6 gennaio 2017.

## Distribuzione
L'uscita nei cinema del film era stata originariamente prevista per il 2 gennaio 2015. Tuttavia, nel settembre 2014, la data di uscita venne cancellata.
Il film inizialmente fu vietato ai minori di 18 anni per poi restringere il divieto ai soli minori di 12 anni. Nel maggio del 2015 venne annunciato che il film sarebbe stato diffuso il 15 aprile 2016. Quando la Filmyard Holdings vendette la Miramax al beIN Media Group il 2 marzo 2016, la Miramax non era più una delle case di produzione di Amityville: The Awakening. La data di uscita del film venne fissata al 1 aprile 2016, ma venne posticipata causa di risposte negative ad un test di screening. La data di uscita venne così fissata al 6 gennaio 2017. Il 16 dicembre 2016, a poche settimane dalla data di uscita del film, il 6 gennaio 2017, il film è stato nuovamente posticipato al 30 giugno 2017. Il 7 giugno 2017 il film è stato nuovamente cancellato dalla lista dei film in uscita della Dimension. La data di uscita deve ancora essere determinata.
Nonostante questo, il film è già uscito nei cinema in Ucraina e in America Centrale il 27 luglio 2017, dove ha incassato 580.466 dollari in 830 cinema. Il film è stato distribuito nelle Filippine il 2 agosto 2017. In Italia il film è uscito nei cinema il 23 agosto 2017.

## Accoglienza

### Critica
Secondo l'aggregatore di recensioni Rotten Tomatoes, il film ha ottenuto un indice di apprezzamento del 30% e un voto di 3,9 sulla base di 20 recensioni. Secondo Metacritic, il film ha ottenuto un voto di 42 su 100 sulla base di 4 recensioni.

## Citazioni di altri film
Nel film sono mostrati i DVD di tre film della saga di Amityville: Amityville Horror, Amityville Possession ed il remake del 2005 Amityville Horror.